# Triaenodes levanidovae
Triaenodes levanidovae is een schietmot uit de familie Leptoceridae. De soort komt voor in het Palearctisch gebied.